# South Africa International 2010
Die South Africa International 2010 im Badminton fanden vom 25. bis zum 28. November 2010 in Pretoria statt.

## Sieger und Platzierte
| Disziplin    | Gold                        | Silber                          | Bronze                                |
| ------------ | --------------------------- | ------------------------------- | ------------------------------------- |
| Herreneinzel | Kaveh Mehrabi               | Sen Murat                       | Juma Muwowo                           |
| Herreneinzel | Kaveh Mehrabi               | Sen Murat                       | Giovanni Greco                        |
| Dameneinzel  | Agnese Allegrini            | Özge Bayrak                     | Kerry-Lee Harrington                  |
| Dameneinzel  | Agnese Allegrini            | Özge Bayrak                     | Öznur Çalışkan                        |
| Herrendoppel | Chris Dednam Roelof Dednam  | Dorian James Willem Viljoen     | Shane Espitalier James Hilton McManus |
| Herrendoppel | Chris Dednam Roelof Dednam  | Dorian James Willem Viljoen     | Giovanni Greco Giovanni Traina        |
| Damendoppel  | Özge Bayrak Öznur Çalışkan  | Michelle Edwards Annari Viljoen | Charne Du Preez Jennifer Fry          |
| Damendoppel  | Özge Bayrak Öznur Çalışkan  | Michelle Edwards Annari Viljoen | Stacey Doubell Jade Morgan            |
| Mixed        | Chris Dednam Annari Viljoen | Dorian James Michelle Edwards   | Sahir Edoo Yeldi Louison              |
| Mixed        | Chris Dednam Annari Viljoen | Dorian James Michelle Edwards   | Willem Viljoen Jade Morgan            |